# Vicent Ríos Enrique
Vicent Ríos Enrique (Borriana, Plana Baixa, 1842 - València, 9 d'agost de 1900) fou un mestre artesà fonedor.

## Biografia
Vicent Ríos Enrique quedà orfe a molt curta edat i sa mare contrau noves noces amb el ferrer Antoni Morales, que el forma en el món de la foneria. Després d'una curta estada a Nules, Vicent arriba a València a l'edat de cinc anys, on romandrà fins al final dels seus dies.
Amb tan sols deu anys s'incorpora com a aprenent en la indústria metal·lúrgica La Primitiva Valenciana. El 1875 va iniciar una important activitat artística a València que el portaria a acreditar-se en l'art de fondre estàtues i bustos en bronze. Uns anys més tard, va crear la seua pròpia foneria i un xicotet museu.
Al morir el 1879 Valero Cases, propietari de la foneria La Primitiva Valenciana, Vicent Ríos la regenta fins al 1885; finalment aquesta foneria és venuda el 1888 a Marco i Cia.
Ríos Enrique va participar en exposicions i fires i obtingué premis a l'Exposició de Bordeus (1882), l'Exposició de Mineria a Madrid (1883) i, principalment, a l'Exposició Regional de la Societat Econòmica d'Amics del País (1883), on va presentar un mostrari de bustos i objectes d'art, amplament lloat.
Fou distingit amb la Credencial de Comanador d'Isabel la Catòlica (1882) i la de Cavaller de l'Ordre de Carles III (1883). El 1884 li van concedir el títol de Fonedor de la Casa Reial. En l'aspecte de la foneria artística va contribuir a fer que aquesta fos coneguda arreu del món.

## Obres
Entre els seus treballs més importants destaca l'estàtua de Lluís Vives de l'edifici de la Universitat de València, obra de Josep Aixa i Íñigo, molt singular per ser fosa d'una sola peça.
El bust de José Peris i Valero realitzat per Luis Gilabert Ponce, que va presidir el mausoleu projectat el 1877 per l'arquitecte Antonio Martorell Trilles, que se troba al Cementeri General de València, fou fos per Ríos.
Entre els anys 1875 i 1890 va realitzar bustos de polítics com Cánovas del Castillo, Sagasta, Canalejas o el comte de Toreno, Eugenio Barrejón entre d'altres, i de personatges de l'alta esfera valenciana com Jaumandreu, el marqués de Caro, Garcia Monfort, Teodor Llorente, Pérez Pujol, Enrique Villarroya i molt especialment els bustos reals d'Alfons XII i Maria Cristina d'Habsburg.
També va intervindre en l'arquitectura industrial. Entre els seus treballs cal destacar la capella i claustre de l'Asil del Marqués de Camp i el desaparegut a.

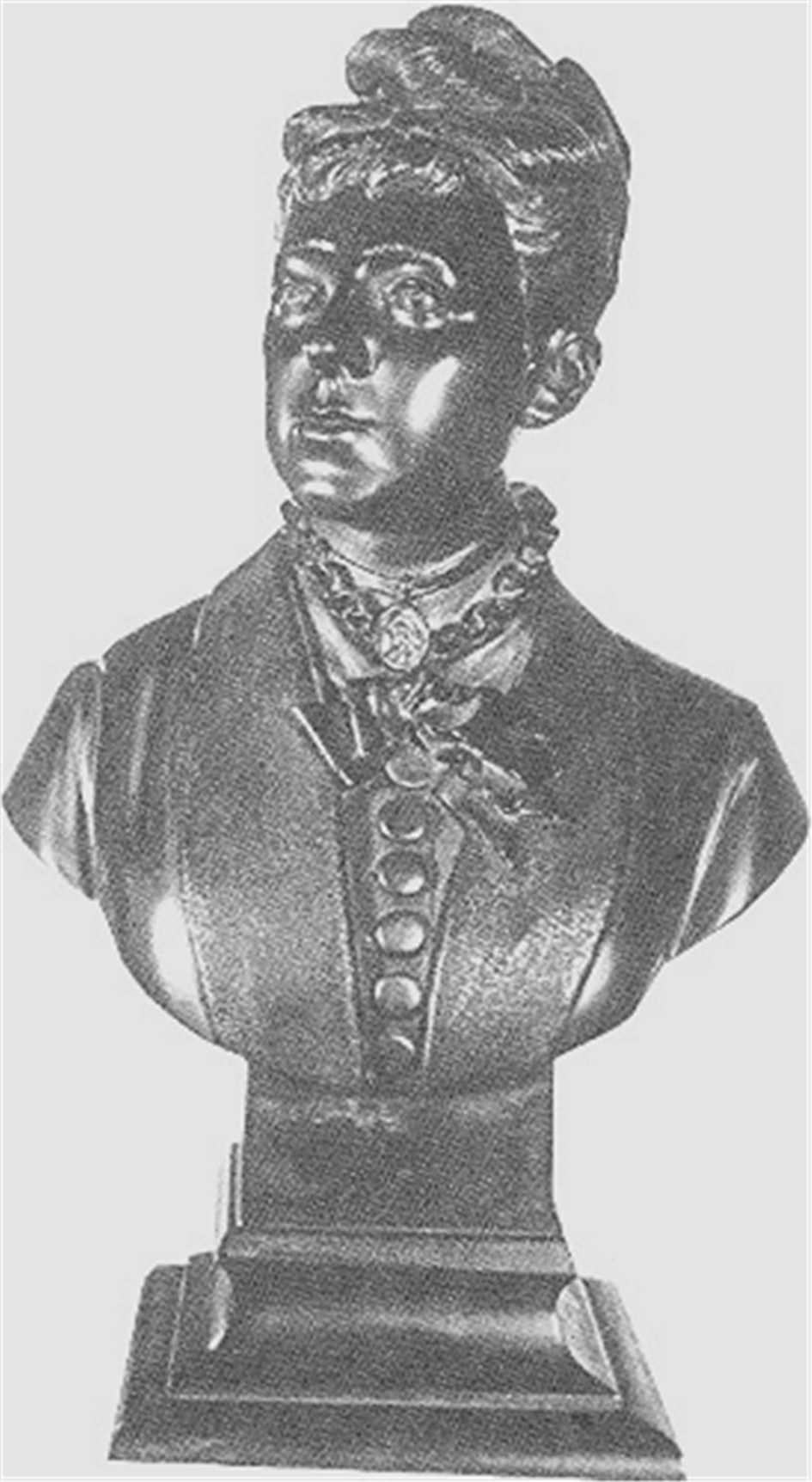
S.M. M. Cristina d'Habsburg. Bust fos per Vicent Ríos.
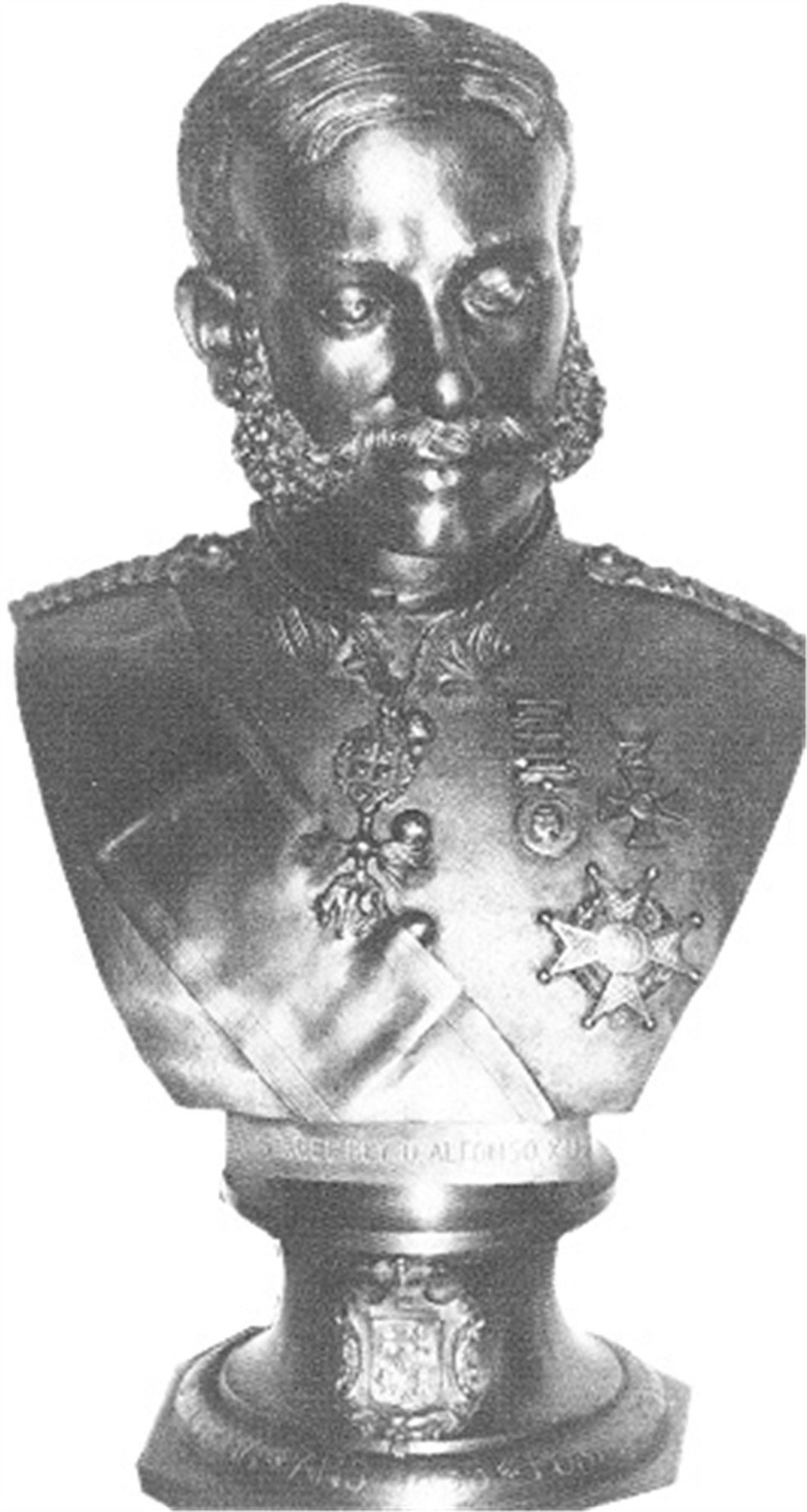
S.M. D. Alfons XII. Bust fos per Vicent Ríos.
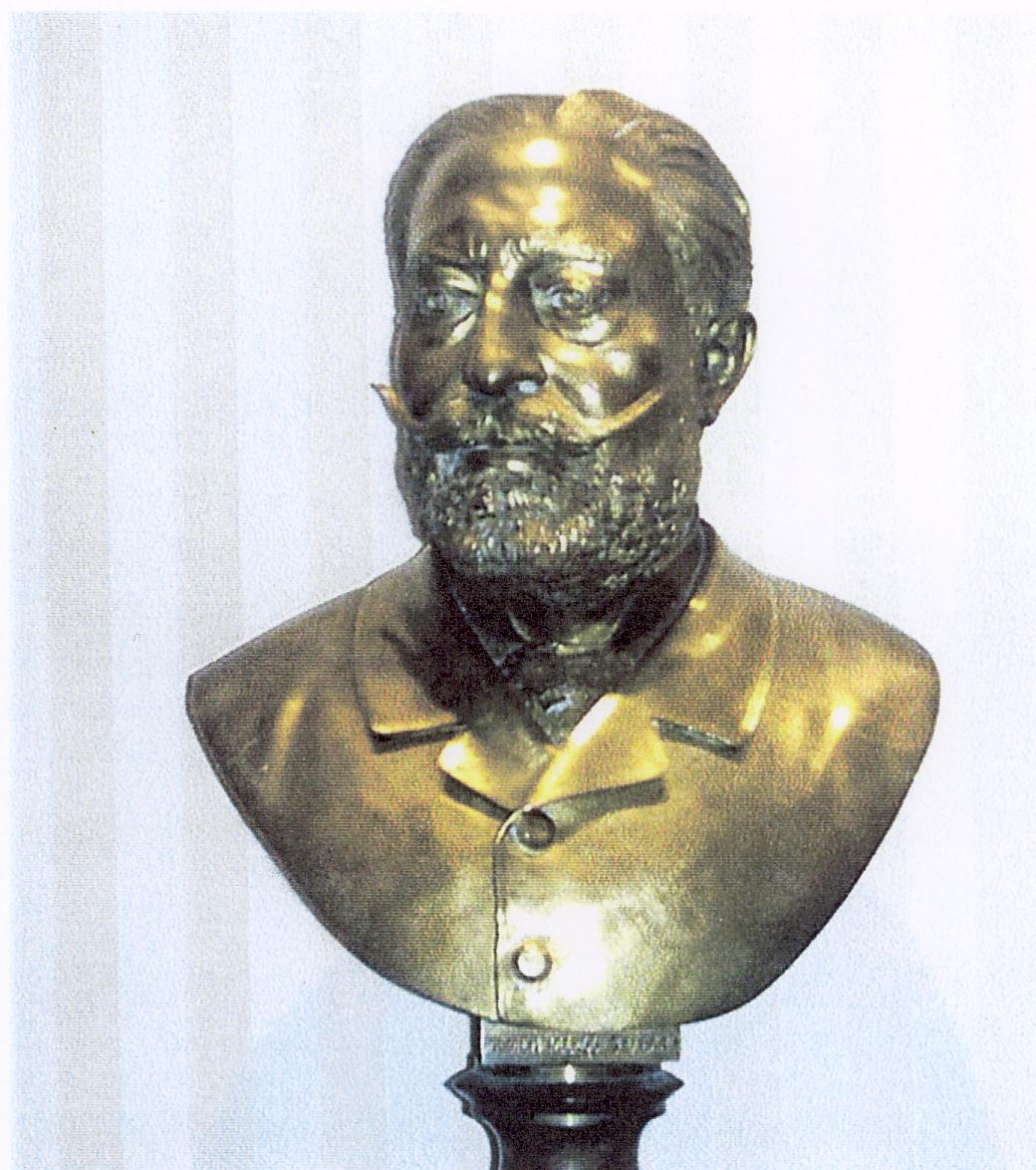
D. Nicolás Garcia Caro Vergés i Agustí, primer Marqués de Caro. Bust fos per Vicent Ríos.
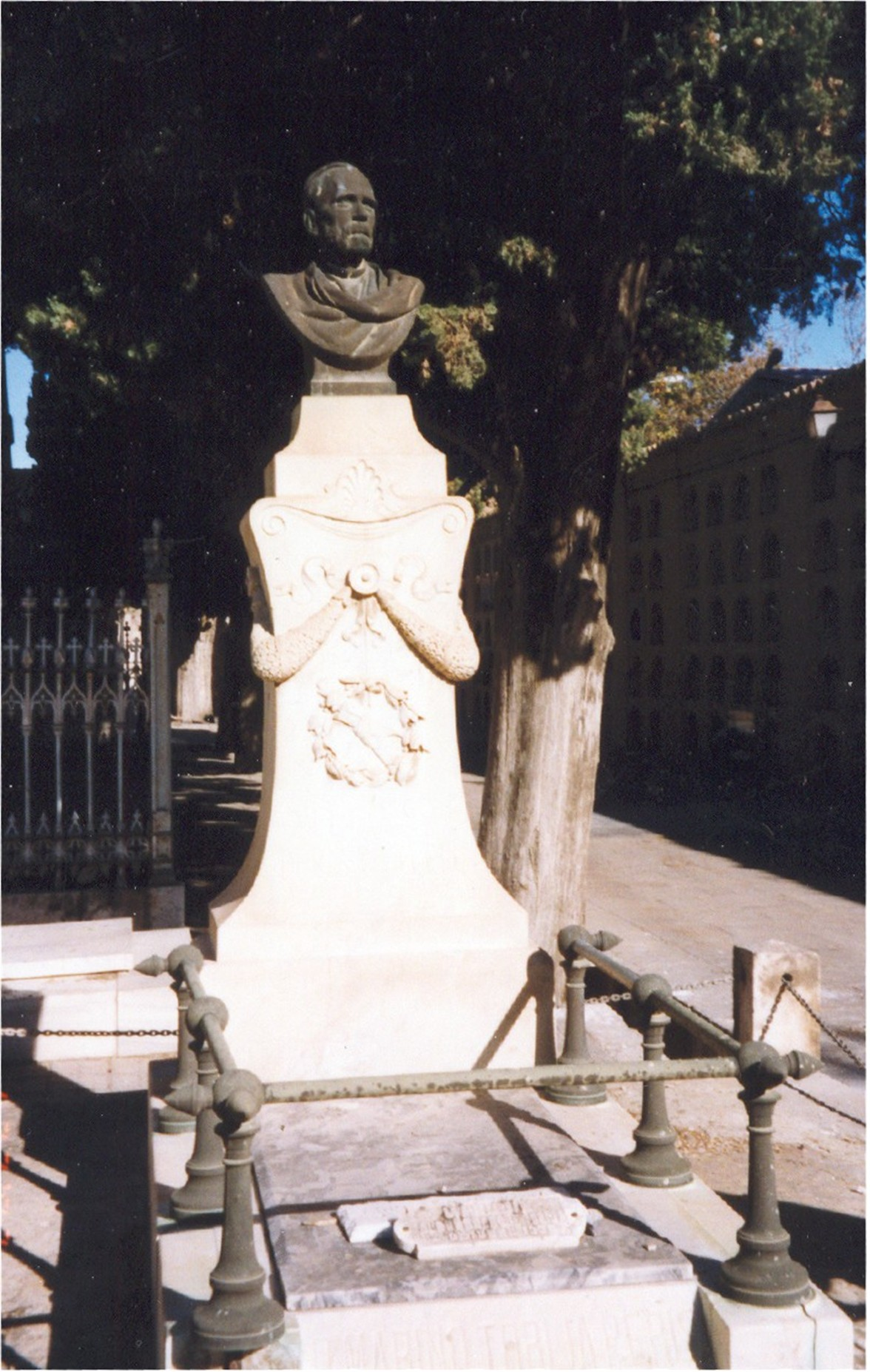
Panteó Peris i Valero (València). Bust fos per Vicent Ríos.
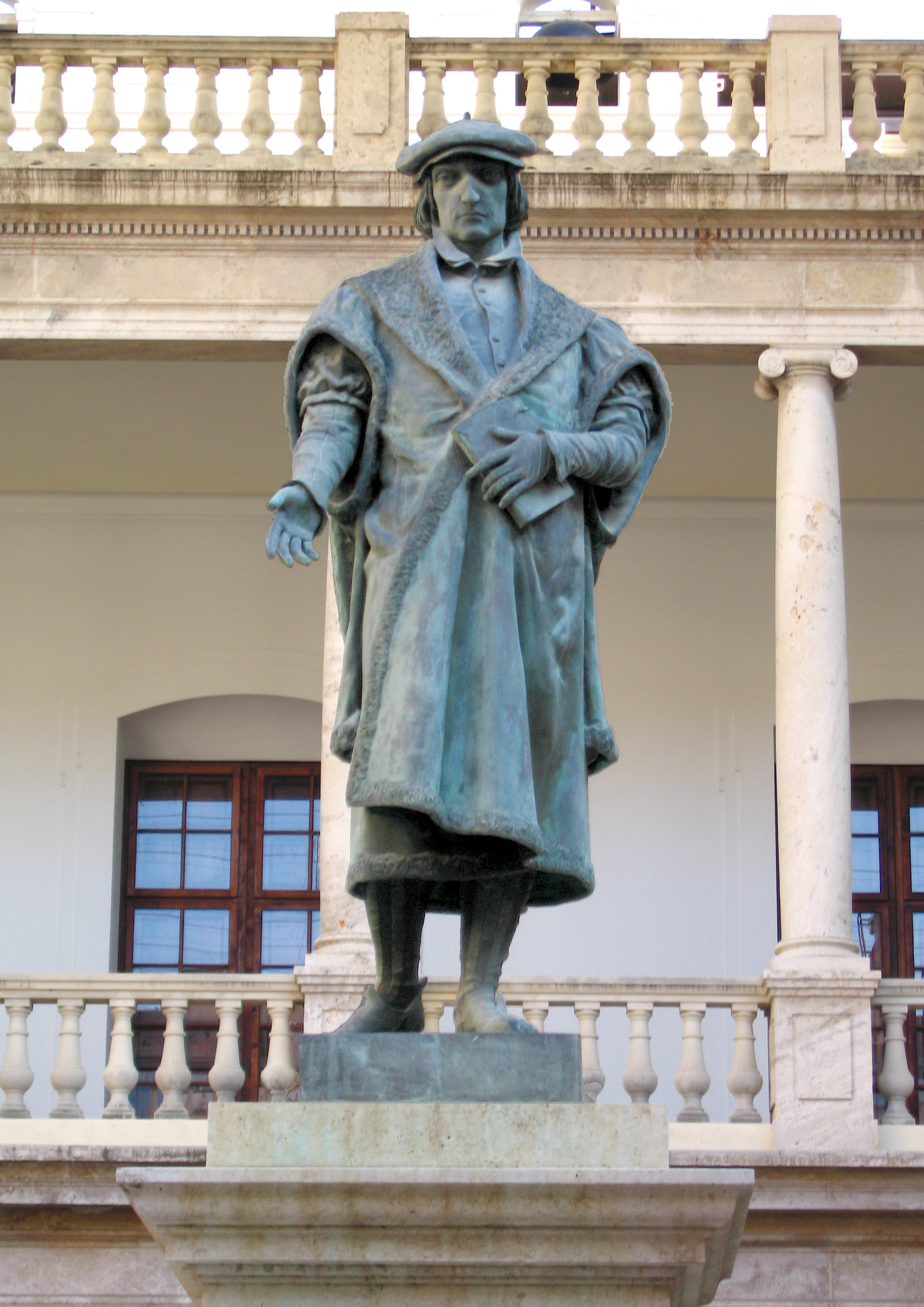
Lluís Vives, obra de Aixa fosa en bronze per Vicent Rios.